# Tranvia Brescia-Ostiano
La tranvia Brescia-Ostiano (tra il 1933 e il 1936, tranvia Brescia-Leno, dal 1936 tranvia Brescia-Poncarale) era una linea tranviaria extraurbana della rete provinciale bresciana che collegava il capoluogo della provincia di Brescia con la cittadina cremonese di Ostiano, passando per Poncarale, Leno e Pavone del Mella. Quest'ultimo abitato era inoltre collegato da una derivazione tranviaria con Gottolengo e Gambara.
Ad Ostiano era posta una stazione tranviaria autonoma rispetto a quella della linea per Cremona; i due impianti erano comunque collegati da un raccordo.

## Storia
L'intenzione di collegare il comune di Leno e il suo mandamento con la città di Brescia tramite tranvia fu ostacolata alla fine dell'Ottocento dalla presenza delle vicine linee ferroviarie Brescia-Cremona e Brescia-Parma. Furono elaborati diversi progetti, invece, che puntavano a collegare Ostiano con Desenzano del Garda passando attraverso la parte orientale della Provincia di Brescia e quella occidentale di Mantova. Tali ipotesi furono peraltro osteggiate da entrambe le deputazioni che temevano di perdere i traffici commerciali di quelle zone.
Nel 1906 i comuni del mandamento di Leno presentarono un Memoriale richiedendo la costruzione di una tranvia Brescia-Ostiano.
Nell'aprile 1907, la Società Nazionale Ferrovie e Tramvie, concessionaria della tranvia Cremona-Ostiano e della ferrovia per Edolo si propose per l'ottenimento della concessione della Brescia-Ostiano. Nello stesso periodo, la provincia aprì trattative con la Società Elettrica Bresciana, in quel momento in procinto di rilevare le concessioni tranviarie provinciali dalla Compagnie Generale des Chemins de fer secondaires. La preferenza per la società bresciana rispetto a quella romana furono subito evidenti: la convenzione del 29 luglio 1907 impegnava la società elettrica a costruire la linea per la Bassa, ottenendone la concessione fino al 31 dicembre 1960.
Il tracciato fu determinato nel tortuoso Brescia-Fornaci-Flero-Poncarale-Bagnolo Mella-Leno-Pavone Mella-Pralboino-Ostiano. A Pavone Mella ci sarebbe stata una deviazione verso Gottolengo e Gambara con possibile proseguimento verso Fiesse. In origine, la trazione doveva essere a vapore, ma con la nuova convenzione del 16 novembre 1912, la SEB si impegnò ad adottare quella elettrica. Inoltre, la società garantì almeno otto coppie di corse giornaliere lungo la linea. La provincia di Cremona rilasciò la concessione per il tratto di sua competenza con la Convenzione dell'8 luglio 1911.
I lavori furono completati nel 1914. Il 13 settembre fu aperto il tratto Brescia-Leno, mentre i restanti Leno-Ostiano e Pavone-Gambara furono aperti il 17 ottobre.
La guerra mondiale e l'aumento dei prezzi delle materie prime avvenuto al termine del conflitto, pose fine alle speranze di un prolungamento della linea per Fiesse e dell'apertura di un ramo che dalle Fornaci di Brescia collegasse Quinzano d'Oglio. Nel 1922 si verificò il passaggio della concessione dalla SEB alla Tramvie Elettriche Bresciane.
Il 1º giugno 1932 fu soppresso il servizio viaggiatori sulla diramazione Pavone-Gambara, mentre lo stesso giorno del 1933 fu il turno della Leno-Pavone-Ostiano. Su quest'ultima tratta il servizio merci, sia locale sia cumulativo con le Tramvie Provinciali Cremonesi (TPC) e con la Società Italiana Ferrovie e Tramvie (SIFT), fu mantenuto fino al 1935. A partire dall'anno seguente il servizio tranviario fu limitato alla sola Brescia-Poncarale. Lo smantellamento dei binari sulle tratte dismesse avvenne invece nel corso del 1938.
Durante la fase di disarmamo delle strutture tranviarie, le popolazioni di Pralboino e di Milzano richiesero il ripristino del tronco Pralboino-Ostiano e il conseguente esercizio da parte della TPC la quale svolgeva il servizio sulla Cremona-Ostiano a quel tempo. L'amministrazione provinciale di Brescia non diede il suo assenso.
Il tram interurbano corse lungo la Brescia-Poncarale fino al dopoguerra: solo il 20 settembre 1948 fu sospeso l'esercizio.

## Caratteristiche
|  | Continuation backward |

| Unknown route-map component "CONTgq" | Unknown route-map component "ABZql" | Station on transverse track | Unknown route-map component "LSTRq" | Unknown route-map component "LSTR+r" |

|  | Unknown route-map component "uexSTR+l" | Unknown route-map component "uexBHFq" | Unknown route-map component "uexSTR+r" | Unknown route-map component "LSTR" |

| Unknown route-map component "uexCONTgq" | Unknown route-map component "uexABZgr" |  | Unused straight waterway | Unknown route-map component "LSTR" |

|  | Unknown route-map component "uexABZgl" | Unknown route-map component "uexSTR+r" | Unused straight waterway | Unknown route-map component "LSTR" |

| Unknown route-map component "uexKDSTaq" | Unknown route-map component "uexmABZq+r" | Unknown route-map component "uexKRZxr" | Unknown route-map component "uexKRZu" | Unknown route-map component "uexSTRr" | Unknown route-map component "LSTR" |  |

| Unknown route-map component "CONTgq" | Unknown route-map component "eABZql" | Unknown route-map component "uxmKRZ" | Unused waterway under railway bridge | Unknown route-map component "LSTRq" | Unknown route-map component "LSTRr" |  |

| Unknown route-map component "uexCONTgq" | Unknown route-map component "uexABZqr" | Unknown route-map component "uexABZgr" |  |  |

| Unknown route-map component "uexHST" |

| Unknown route-map component "uexDST" |

| Unknown route-map component "uexHST" |

| Unknown route-map component "uexHST" |

| Unknown route-map component "uexBHF" |

| Unknown route-map component "uexHST" |

| Unknown route-map component "uexBHF" |

| Unknown route-map component "uexHST" |

| Unknown route-map component "uexBHF" |

| Unknown route-map component "uexHST" |

| Unknown route-map component "CONTgq" | Unused waterway under railway bridge | Unknown route-map component "CONTfq" |

| Unknown route-map component "uexHST" |

| Unknown route-map component "uexBHF" |

| Unknown route-map component "uexBHF" |

| Unknown route-map component "uexBHF" |

| Unknown route-map component "uexHST" |

| Unknown route-map component "uexHST" |

| Unknown route-map component "uexBHF" |

|  |  | Unknown route-map component "uexABZgl" | Unknown route-map component "uexCONTfq" |  |

| Unknown route-map component "uexBHF" |

| Unknown route-map component "uexHST" |

| Unknown route-map component "uexHST" |

| Unknown route-map component "uexBHF" |

| Unknown route-map component "uexCONTgq" | Unknown route-map component "uexABZg+r" |  |

| Unknown route-map component "uexKBHFe" |

| Unused urban continuation backward |

| Unknown route-map component "uexBHF" |

| Unknown route-map component "uexCONTgq" | Unknown route-map component "uexABZgr" |  |

| Unknown route-map component "uexHST" |

| Unknown route-map component "uexBHF" |

| Unknown route-map component "uexKBHFe" |

Per la linea fu adottato lo scartamento standard tranviario standard di 1445 mm. Furono inoltre impiegate rotaie Vignoles da 22 Kg/m nei tratti extraurbani e da 34 kg/m negli attraversamenti degli abitati. La massicciata occupava 2,20 m della carreggiata, mentre le sedi speciali ebbero una larghezza di 4 m.
Fin dall'apertura, la trazione della linea fu elettrica con tensione da 1200 V in corrente continua.

### Percorso

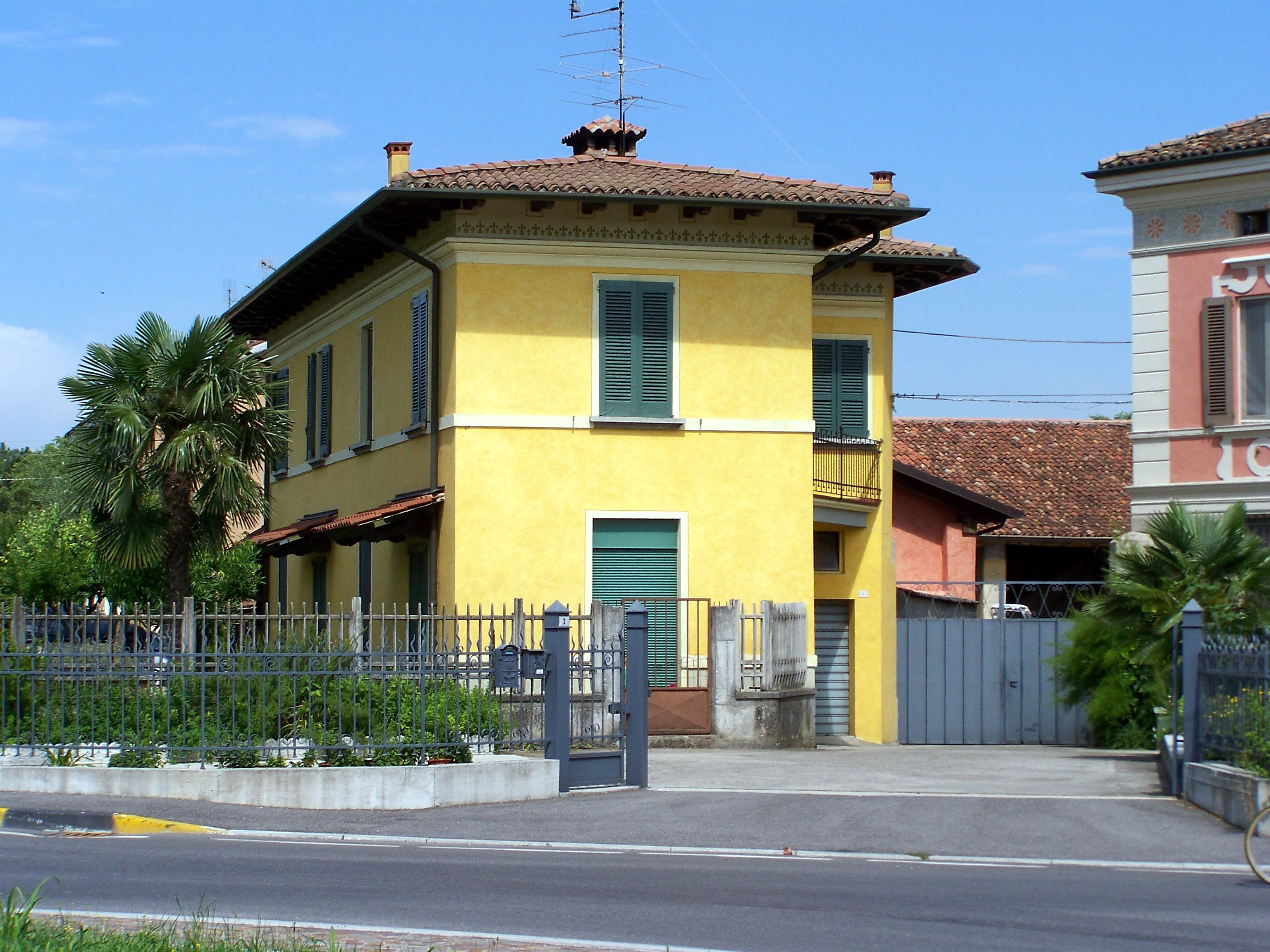
L'ex fabbricato viaggiatori a Gottolengo

La linea tranviaria partiva dalla stazione del tram della SEB (poi TEB) che sorgeva nei pressi della stazione ferroviaria nell'area ora occupata dall'autostazione SIA e da condomini. Si dirigeva verso Porta San Nazzaro (ora Piazzale Repubblica) lasciando alla sua destra i binari della tranvia Brescia-Mantova-Ostiglia, gestita dalla SATLR e quelli della rete provinciale dirette a Idro, Salò, Gardone Val Trompia, Gussago e Soncino. Entrando nel controstrada lungo il lato meridionale di piazzale Repubblica, si immetteva sulla strada per Quinzano (poi via Corsica e via Labirinto) che avrebbe percorso in tutta la sua lunghezza fino al sobborgo delle Fornaci, rimanendo sul lato sinistro della carreggiata.
Giunta nei pressi dell'abitato della frazione, la tranvia si limitava ad affiancarsi ad esso, immettendosi lungo via Maria Malibran e percorrendo successivamente un lungo tratto in sede propria che l'avrebbe portata a Flero. In questo comune, la linea aveva la propria stazione nei pressi dello slargo fra via XV Aprile e via Vittorio Emanuele II. Dopo lo scalo flerese la linea si immetteva lungo via Castelle, percorrendola in sede promiscua per circa un chilometro, quindi riprendeva il percorso in sede propria in direzione di Poncarale. Anche nel caso di Poncarale, la tranvia evitava l'attraversamento del centro abitato, dato che la sede propria terminava presso l'incrocio fra le vie Roma e I Maggio, lontano dal municipio. Il percorso del tram continuava quindi in sede promiscua lungo la strada diretta a Borgo Poncarale attraversato il quale esso si reimmetteva in sede propria fino al sottopasso delle ferrovia Brescia-Cremona, dopodiché iniziava il lungo percorso a sinistra della strada per Cremona in direzione di Bagnolo Mella.
Prima di entrare in Bagnolo, la tranvia abbandonava la strada per Cremona, immettendosi lungo viale Italia; la stazione bagnolese era ubicata all'incrocio fra questa strada e quelle per Leno e per Ghedi, lontana da quella ferroviaria.
A questo punto, la tranvia percorreva in sede promiscua la strada provinciale VIII Bagnolo-Seniga, attraversando l'abitato di Leno, la località Tram, il cui nome proviene dalla fermata ubicata presso il crocevia per Castelletto di Leno, Pavone Mella e Pralboino.
Nei pressi dello scalo pavonese la tranvia si separava in due percorsi: quello principale, diretto a Ostiano e alla tranvia Cremona-Ostiano, e quello destinato a Gambara. Quest'ultimo tronco s'immetteva nella SP 64 per Gottolengo. Anche in questo caso la linea non entrava nel centro abitato, ma utilizzava un tratto in sede propria nei pressi della quale sorgeva la stazione tranviaria, poi divenuta via stazione. Dopo aver oltrepassato Gottolengo, la tranvia percorreva in sede promiscua la strada per Gambara, dove si trovava la stazione terminale del ramo.
Il tronco Pavone-Ostiano, invece, proseguiva lungo la strada provinciale VIII fino a Pralboino, il cui abitato era aggirato dal tracciato: la stazione si trovava in prossimità del ponte sul Mella per Milzano. La tranvia si immetteva quindi sulla strada provinciale 102 dirigendosi verso Ostiano, dove si trovava la stazione terminale della linea. Questa si trovava a circa 60 metri dal corrispondente scalo della tranvia per Cremona, alla quale era comunque raccordato, in una posizione che aveva permesso ai progettisti della SEB di evitare il centro abitato.